# São Luís do Curu
São Luís do Curu là một đô thị thuộc bang Ceará, Brasil. Đô thị này có diện tích 122,42 km², dân số năm 2007 là 11906 người, mật độ 97,26 người/km².